# 八面半八面体
八面半八面体(はちめんはんはちめんたい、Octahemioctahedron)とは、一様多面体の一種で、立方八面体の正方形の面を削り4つの正三角形にした形をしている。この正三角形は立方八面体の赤道面である正六角形を形作る。外観上は正三角形のみであるが凸立体ではないためデルタ多面体ではない。またこの立体は（非凸なものを含む場合の）準正多面体である（ただし英語版Wikipediaでは準正多面体ではなくHemipolyhedronの一種とされる）。

## 性質
- 構成面: 正三角形 8枚、正六角形 4枚、計12枚
- 辺: 24
- 頂点: 12
- 頂点形状: 3, 6, 3/2, 6（3,6,3,6が蝶ネクタイ型に交差する）
- ワイソフ記号: 3 3/2 | 3
- 枠: 立方八面体
- 双対: Octahemioctacron（無限遠点を含む。外観は立方半八面体の双対と共通）

## 同じ枠を持つ立体
- 立方八面体
- 立方半八面体
- 八面半八面体